# Alzira Stocco de Camargo Neves
Alzira Stocco de Camargo Neves (Cordeirópolis, 26 de agosto de 1918 - Santo André, 30 de janeiro de 2013) foi uma professora brasileira, conhecida por ter fundado, em 1954, o tradicional Colégio Stocco, em Santo André, São Paulo. Considerada "ilustre" professora, Alzira ficou conhecida por seu rigor com os estudantes e pela sua assiduidade no Colégio, que frequentou diariamente até os 89 anos.